# Castor fiber

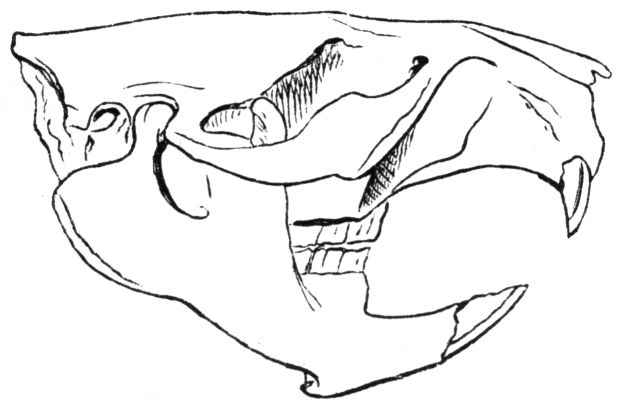
Cráneo de un castor.

El castor común o castor europeo (Castor fiber) es una especie de mamífero roedor de la familia Castoridae, y el único miembro actual del género Castor. Es el roedor más grande de Europa y una de las dos especies de marmotas que se encuentran en este continente.

## Distribución
Vive en las riberas de las aguas estancadas o de corriente lenta, densamente cubiertas de vegetación baja. Muy abundante antaño en todas partes, hoy en día solo lo es en algunas regiones de la antigua URSS. En Europa, los individuos pueblan el delta del Ródano, la península escandinava, Alemania, Polonia y Rusia, llegando a estar presente de manera salvaje incluso en parques de ciudades como Berlín.  En España fue reintroducido de manera ilegal en el río Ebro con la suelta de 18 ejemplares en 2003 y en 2018 en Italia, especialmente en Friuli-Venezia Giulia.
A principios de 2024 se ha confirmado su presencia en algunos parajes del Guadalquivir en la provincia de Jaén, probablemente como consecuencia de sueltas incontroladas que persiguen su introducción en el sur de la Península.
En muchos lugares fue exterminado por el ser humano a causa de su piel, su carne suculenta (considerada en la Edad Media como un alimento de Cuaresma) y su glándula almizcleña anal, cuya secreción, el castóreo, era considerada medicinal.

## Historia natural
Los castores se hallan perfectamente adaptados a la vida anfibia y saben nadar y zambullirse muy bien. Además están cubiertos por un espeso pelaje impermeable, tienen narices obturables, anchas patas traseras dotadas de membrana natatoria y una cola curiosa, ancha y aplastada, cubierta únicamente de escamas dérmicas.
Sus fuertes dientes acerados les permiten roer los troncos de los árboles pequeños que consiguen abatir. De esta forma se procuran el alimento (hojas y corteza) y los materiales necesarios para la construcción de sus diques y chozas. Estas se hallan formadas por ramas y terrones apilados; en su interior se encuentra el nido y se mantienen colocadas en medio del agua. A veces los castores también excavan madrigueras en los bordes de los ríos, pero la salida siempre está bajo el agua. Son animales de actividad nocturna y no conocen el reposo invernal. 